# Карньовиці (Хшановський повіт)
Карньовиці (пол. Karniowice) — село в Польщі, у гміні Тшебіня Хшановського повіту Малопольського воєводства.
Населення — 1359 осіб (2011).
У 1975-1998 роках село належало до Катовицького воєводства.

## Демографія
Демографічна структура станом на 31 березня 2011 року:
|          | Загалом | Допрацездатний вік | Працездатний вік | Постпрацездатний вік |
| -------- | ------- | ------------------ | ---------------- | -------------------- |
| Чоловіки | 673     | 123                | 465              | 85                   |
| Жінки    | 686     | 114                | 407              | 165                  |
| Разом    | 1359    | 237                | 872              | 250                  |